# Алексеев, Андрей Владимирович
Андрей Владимирович Алексеев (род. 11 июля 1971, Ленинград) — российский дирижёр, педагог, аккордеонист, главный дирижёр и художественный руководитель Молодёжного камерного оркестра Санкт-Петербургского государственного университета, главный дирижёр Санкт-Петербургского театра музыкальной комедии, Заслуженный артист Российской Федерации (2007).

## Биография
После окончания в 1990 году Музыкального училища им М. П. Мусоргского (класс дирижирования Леонида Григорьева) поступил в Ленинградский государственный институт культуры на кафедру оркестрового дирижирования (класс профессора Юрия Богданова), которую закончил экстерном. В 1993—1998 годах обучался в Санкт-Петербургской консерватории им. Н. А. Римского-Корсакова на факультете оперно-симфонического дирижирования (класс профессора Ильи Мусина).
С 1991 по 2023 год – художественный руководитель и дирижёр Молодёжного камерного оркестра Санкт-Петербургского государственного университета.
С 1993 года преподаватель, с 2006 доцент кафедры оркестрового дирижирования Санкт-Петербургского университета культуры и искусств. С 2017 года – доцент. С 2024 года – профессор.
С 2004 года главный дирижёр Санкт-Петербургского государственного театра Музыкальной комедии.
С 2011 года приглашенный дирижёр Национального театра оперетты Румынии (Бухарест).
С 2014 года доцент кафедры оперной подготовки Санкт-Петербургской государственной консерватории.

## Творчество
Андрей Алексеев автор более 100 аранжировок для камерного оркестра, спектаклей Мюзик-холла, оркестра русских народных инструментов. Как приглашенный дирижёр выступал с симфоническими, оперными и камерными оркестрами России (Москва, Владимир, Севастополь, Тверь, Петрозаводск, Тамбов, Екатеринбург) и Европы (Каир, Александрия, Кельн, Лапенранта, Рига, Минск, Таллин Харьков), выступал как солист-аккордеонист с оркестром под управлением Юрия Темирканова. Репертуар включает в себя симфоническую и камерную музыку, оперы и балеты, авторские музыкальные программы.
Автор научного исследования "Оперетта 100 лет назад. Петроград 1922 год" (издательство Ridero, 2022 г.), и популярной книги "Опереточные байки" (издательство "Лема", 2022 г.)

## Молодёжный камерный оркестр Санкт-Петербургского государственного университета
С 1991 года Андрей Алексеев является руководителем оркестра Санкт-Петербургского университета, сочетая функции дирижера, художественного руководителя, аранжировщика и солиста. Специально для университетского коллектива он создал нескольких десятков концертных программ. Выступает с оркестром не только как дирижёр, но и как солист на аккордеоне, бандонеоне и фортепиано.
В 1998 году Андрей Алексеев обратился к творчеству аргентинского композитора Астора Пьяццоллы и вместе с оркестром впервые в России исполнил его цикл «Времена года». Программа аргентинского танго Пьяццоллы многократно исполнялась в Большом и Малом залах Петербургской филармонии, на международном фестивале «Площадь искусств», в Финляндии, Москве, Украине, в том числе при участии выдающихся солистов — народного артиста СССР Виктора Третьякова (скрипка), народного артиста России Сергея Стадлера и заслуженного артиста России И. Иоффа (скрипка), а также танцоров танго из Аргентины.
В 2006 году Андрей Алексеев впервые предстал перед публикой в роли солиста на бандонеоне — традиционном для аргентинского танго инструменте. Это позволило придать аутентичность программам танго Астора Пьяццоллы, а также обратиться к творчеству других аргентинских композиторов. В 2007 году Андрей Алексеев впервые в России исполнил танго-мессу «Буэнос-Айрес» Мартина Палмери, вслед за этим появились концертные танго-программы из произведений Карлоса Гарделя, Анхеля Виллолдо и других аргентинских композиторов.
Другие наиболее популярные программы Андрея Алексеева: «Богемский аккордеон» — знаменитые мелодии французского шансона и шлягеры XX века, «Музыка Голливуда»,
«Музыка советских кинофильмов», «Шедевры оперетты», «Неизвестный Штраус и не только», «Русский вальс».

## Санкт-Петербургский театр музыкальной комедии
С 2004 года Андрей Алексеев — главный дирижёр театра. Является музыкальным руководителем спектаклей: «Синяя борода» Ж. Оффенбаха, «Веселая вдова» Ф. Легара, «Баронесса Лили» Й. Хуски, «Гаспарон» К. Миллекера, «Баядера» И. Кальмана, «Герцогиня из Чикаго» И. Кальмана, «Холопка» Н. Стрельникова, «Продавец птиц» К. Целлера, «Таинственный сад», «Том Сойер», «Стойкий оловянный солдатик» С. Баневича, «Бабий бунт» Е. Птичкина, «Женихи» И. Дунаевского, «Фиалка Монмартра» И. Кальмана, «Голливудская дива» Р. Бенацки, «Бал воров» А. Пантыкина, «Граф Люксембург» Ф. Легара, «Фраскита» Ф. Легара, «Жирофле-Жирофля» Ш. Лекока 
С 2016 года музыкальный руководитель фестиваля «Оперетта парк»
Многократно гастролировал со спектаклями театра: в Румынском национальном театре оперетты в Бухаресте, в Риге, в Москве.

## Награды и звания
1993 год — за работу с оркестром Молодёжным камерным оркестром Санкт-Петербургского государственного университета награждён стипендией Президента России и Министерства Культуры.
1996 год — стал победителем конкурса персональных грантов «Музы Петербурга», проводимого Правительством Петербурга.
2007 год — присвоено звание «Заслуженный артист России».
2009 год — номинирован на национальную театральную премию «Золотая Маска» (номинация «Лучшая работа дирижера», спектакль «Продавец птиц»).
2015 год — лауреат премии правительства Санкт-Петербурга в области культуры и искусства за создание спектакля «Белый. Петербург»
2017 год — лауреат национальной театральной премии «Золотая Маска» (номинация «Лучшая работа дирижера», спектакль «Белый. Петербург»)
2017 год — присвоено ученое звание доцент
2021 год — Медаль ордена «За заслуги перед Отечеством» II степени
2024 год – присвоено учёное звание профессор 